# Лопес, Вагнер
Вагнер Лопес (яп. 呂比須 ワグナー, порт.-браз. Wagner Lopes; род. 29 января 1969, Франка, Сан-Паулу) — японский футболист бразильского происхождения, завершивший игровую карьеру в 2002 году. Ныне тренер. Наибольшую известность получил в Японии, где выступал как нападающий за ряд команд.
Получив японское подданство, стал играть за национальную сборную, в составе которой дебютировал в 1997 году. Участник чемпионата мира 1998 года и Кубка Америки 1999 года.

## Биография

### Клубная карьера
На протяжении своей футбольной карьеры выступал за команды «Сан-Паулу», «Ниссан Моторс», «Касива Рейсол», «Хонда», «Бельмаре Хирацука», «Нагоя Грампус Эйт», «Токио» и «Ависпа Фукуока».

### Национальная сборная
С 1997 по 1999 год сыграл за национальную сборную Японии 20 матчей, в которых забил 5 голов. Дебютировал 28 августа 1997 года в матче против сборной Кореи.

### Тренерская карьера
В 2005 году вошёл в тренерский штаб «Паулисты». Этот клуб стал первым в самостоятельной тренерской карьере в 2010 году. Впоследствии работал с рядом бразильских клубов — «Атлетико Гоияниенсе», «Гоясом», «Параной», «Крисиумой» и другими. В 2012 году был помощником главного тренера в «Гамба Осака», а в 2017 году тренировал другой японский клуб — «Альбирекс Ниигата».

## Статистика за сборную
| Сборная Японии | Сборная Японии | Сборная Японии |
| Год            | Матчи          | Голы           |
| -------------- | -------------- | -------------- |
| 1997           | 6              | 3              |
| 1998           | 7              | 0              |
| 1999           | 7              | 2              |
| Итого          | 20             | 5              |